# Stefan Vogoride

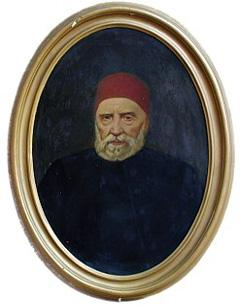
Stefan Vogoride

Stefan Vogoride (bułg. Стефан Богориди, rum. Ștefan Vogoride; ur. ok. 1775, zm. 1859) – dostojnik osmański pochodzenia bułgarskiego, kajmakam Mołdawii w latach 1821–1822, książę Samos.

## Biografia
Studiował w greckiej szkole w Bukareszcie. Pełnił ważne funkcje na dworze sułtańskim, m.in. był dragomanem w Egipcie. W okresie powstania antytureckiego wywołanego przez Aleksandra Ipsilantiego w 1821 został kajmakamem Mołdawii – do czasu powołania przez Wysoką Portę nowego hospodara Jana Sturdzy. Jego rządy przypadły na okres bezlitosnego tłumienia przez armię turecką powstania Ipsilantiego, m.in. podpalona została wówczas stolica Mołdawii, Jassy. W 1833 roku został księciem Samos.
Vogoride miał duże zasługi dla narodowego ruchu bułgarskiego. Sam pochodził z bułgarskiego rodu, posługiwał się językiem bułgarskim i nosił bułgarski ubiór. Mimo iż był lojalnym sługą sułtana i zdawał sobie sprawę z nierealności dalej idących reform imperium, wspierał bułgarską działalność kulturalną oraz niezależność organizacji kościelnej.